# القنفذ (سلاح)
القنفذ (المعروف أيضًا باسم جهاز الإسقاط المضاد للغواصات) سلاحًا مضادًا للغواصة تم استخدامه خلال معركة الأطلسي في الحرب العالمية الثانية. أطلق الجهاز الذي طورته القوات البحرية الملكية ما يصل إلى 24 قذيفة هاون عند مهاجمة غواصة يو .  تم نشره على متن السفن الحربية المرافقة للقوافل مثل المدمرات والطائرات العمودية لشحنات العمق. 

## روابط خارجية
- جهاز مكافحة الغواصات Mks 10 & 11 (القنفذ)